# Breyell
Breyell ist ein Stadtteil von Nettetal im Kreis Viersen in Nordrhein-Westfalen. Zu Breyell gehören unter anderem die ehemaligen Honschaften Leutherheide und Lötsch.

## Geschichte
Der Name Breyell geht ursprünglich zurück auf das keltische Wort Britogilum (leuchtendes Gewässer). Ab dem 4. Jahrhundert wurde der Name zu Breidelo (großer Wald), später dann zu Breidele, Breiel und Breyell.

### Mittelalter
Breyell gehörte zum Herzogtum Jülich und wurde vermutlich erstmals urkundlich am 30. September 1118 erwähnt, als Graf Gerhard I. von Kessel dem von ihm gegründeten Kollegiatstift zu Wassenberg einen Hof in „Breidele“ schenkte.
Breyell war im Mittelalter ein bedeutsamer Handelsplatz. Aufgrund der günstigen Lage an einer Kreuzung von jahrhundertealten Handelswegen (Köln–Den Bosch, Aachen–Nijmegen) und nicht weit entfernt von alten Lagerplätzen an der Maas (Häfen Tegelen/Steyl und Venlo) lebten die Menschen neben der Landwirtschaft vom Warenhandel und Warentransport.

### Neuzeit
Im Jahr 1596 bekam Breyell von Herzog Johann Wilhelm von Jülich das Recht verliehen, zweimal jährlich einen Markt abzuhalten.
Einige Zeit des Jahres waren viele Bauern außerdem als Wanderkrämer unterwegs. Sie zogen mit einer Fuhre oder Kiepe übers Land und verkauften ihre Waren direkt an Kunden in ganz Europa. In einem Bericht des Landrates von Kempen an die Regierung in Kleve aus dem Jahr 1817 (als große Teile Deutschlands unter einer Missernte litten) heißt es:

„Bekanntlich hat die Gemeinde Breyell so viel Handelsgeist, daß es sich selbst bei der unteren Klasse dadurch aussspricht, daß beinahe jedes Individuum von Kindheit an handelt, das ist, hausiert.“

An die große Bedeutung des Hausierhandels in der Vergangenheit erinnert seit 1984 die Bronze-Plastik eines Kiepenträgers in der Fußgängerzone von Breyell, geschaffen von Hubert Löneke.
Die Hausierer oder Kiepenträger entwickelten im Laufe der Jahre im oder seit dem Dreißigjährigen Krieg eine eigene Handels-/Geheimsprache, das Krämerlatein (den Henese Fleck), mit der sie sich untereinander auf ihren Reisen verständigten; in Breyell sprachen sie Breyeller Platt.
Um die Mitte des 18. Jahrhunderts wurden Gerbereien und Leinwandfabriken gegründet, später auch Wollspinnereien und Strumpffabriken.
Im Herbst 1794 eroberten französische Truppen das linke Rheinufer.
Das Herzogtum Jülich und andere Territorien wurden Anfang des 19. Jahrhunderts vom ersten französischen Kaiserreich annektiert (→ Friede von Lunéville).
1815, nach der Niederlage Napoleons, kam der nördliche Teil des linken Rheinufers zu Preußen (→ Wiener Kongress); Breyell war eigenständige Bürgermeisterei im Kreis Kempen.
Der Bau der Bahnstrecke Viersen–Venlo 1864 bis 1866 mit Personen- und Güterbahnhof in Breyell trug erheblich zur Entwicklung des Ortes bei. Das ab 1933 existierende Stahlwalzwerk Rötzel hatte einen privaten Gleisanschluss.
Ab 1897 entstand ein Krankenhaus mit 50 Betten, das ab 1959 auf 60 und 1965 auf 100 Betten erweitert wurde. Das Krankenhaus wurde 1996 geschlossen und in ein Seniorenheim umgewandelt.

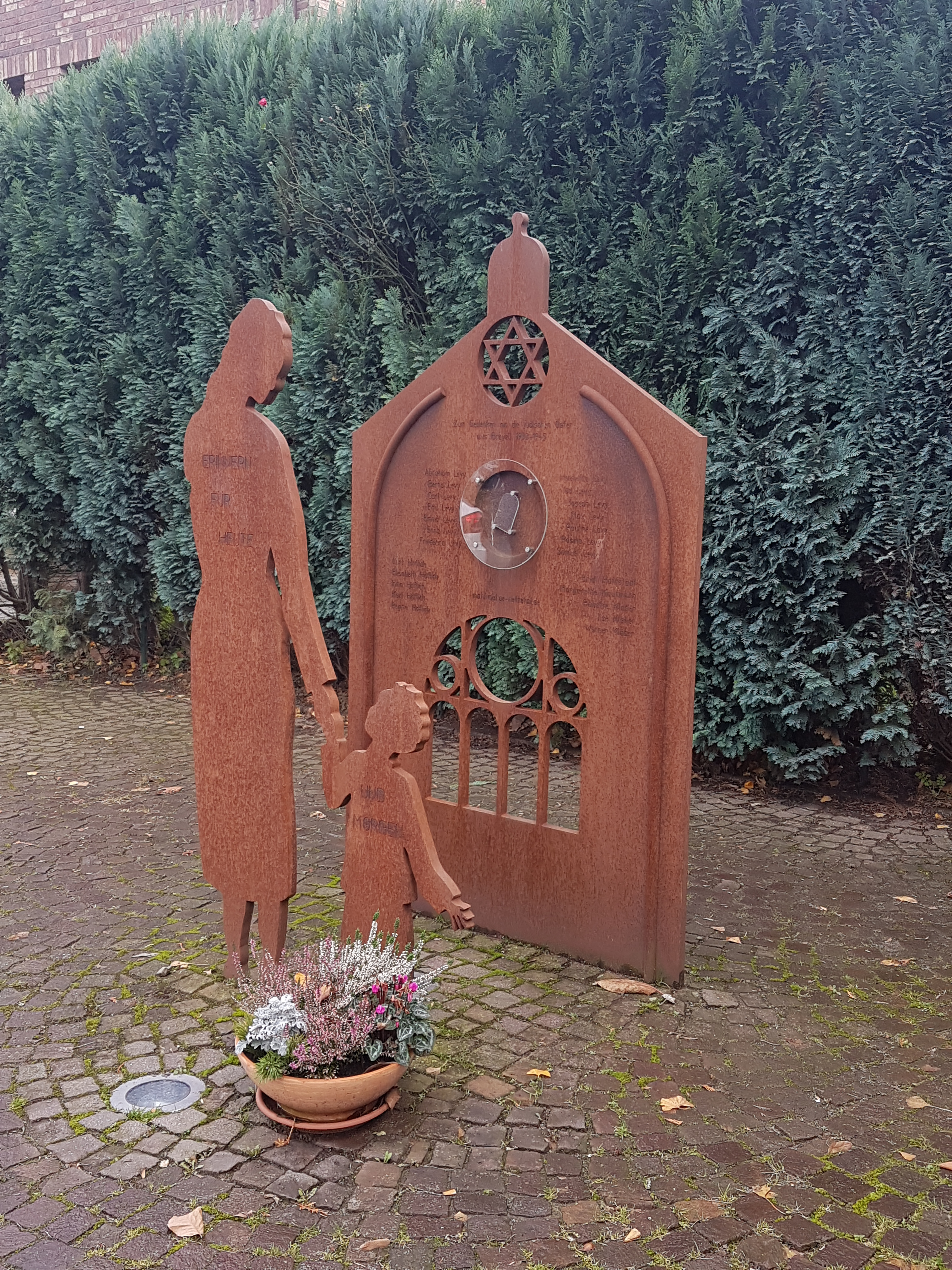
Mahnmal zur Erinnerung an Novemberpogrome 1938 und Holocaust

Im Jahr 1929 wurde der Kreis Kempen aufgelöst und Breyell dem neu gebildeten Kreis Kempen-Krefeld zugeschlagen.
Während der Novemberpogrome wurde am 9. November 1938 die am 21. Oktober 1910 eingeweihte Synagoge an der Biether Straße durch Brandstiftung zerstört. Damals wohnten in Breyell etwa 25 jüdische Bürger. Am 9. November 2013, dem 75. Jahrestag der Pogrome, wurde eine Gedenkstätte am Ort der Synagoge eingeweiht.
Nach dem Ende der Operation Blackcock (Januar 1945) und nach dem Beginn der Operation Grenade räumte die Wehrmacht am 27./28. Februar 1945 kampflos das Maas-Rur-Dreieck zwischen Venlo, Roermond und Wassenberg, um einer Einschließung zu entgehen.
Am 1. März 1945 stieß eine Kampfgruppe der 8. US-Panzerdivision (im Rücken der Maas-Rur-Stellung) über Niederkrüchten, Brüggen, Bracht und Kaldenkirchen nach Venlo vor. Breyell wurde am 2. März 1945 besetzt.
Breyell wurde zum 1. Januar 1970 nach Nettetal eingemeindet.

### Einwohnerentwicklung
| Jahr              | Einwohner |
| ----------------- | --------- |
| 31. Dezember 2005 | 8210      |
| 31. Dezember 2007 | 8099      |
| 31. Dezember 2008 | 8076      |
| 31. Dezember 2009 | 7919      |
| 31. Dezember 2010 | 7871      |
| 31. Dezember 2011 | 7931      |
| 31. Dezember 2012 | 7923      |
| 31. Dezember 2013 | 7980      |

## Politik
Seit der kommunalen Neugliederung im Jahr 1970 gehört die ehemals eigenständige Gemeinde Breyell (Kreis Kempen-Krefeld) zur neu gebildeten Stadt Nettetal im Kreis Viersen. Bis 1995 gehörte verwaltungstechnisch zu Breyell auch noch die benachbarte Gemeinde Schaag (seitdem ebenfalls ein Stadtteil von Nettetal).
Sitz der auch für Breyell zuständigen Stadtverwaltung und der politischen Gremien ist der benachbarte Stadtteil Lobberich.
| Ortsvorsteher            | von  | bis  |
| ------------------------ | ---- | ---- |
| Hans Siemes (CDU)        |      |      |
| Inge von den Bruck (CDU) | 2001 | 2009 |
| Hans Hubert Glock (CDU)  | 2009 | 2020 |
| Vera Gäbler (CDU)        | 2020 |      |

## Kultur

### Sehenswürdigkeiten

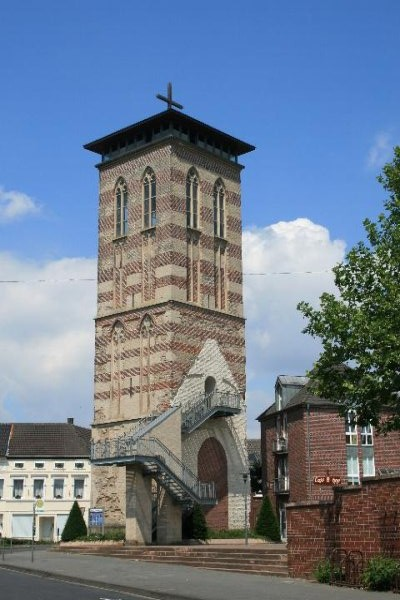
Alter Lambertiturm

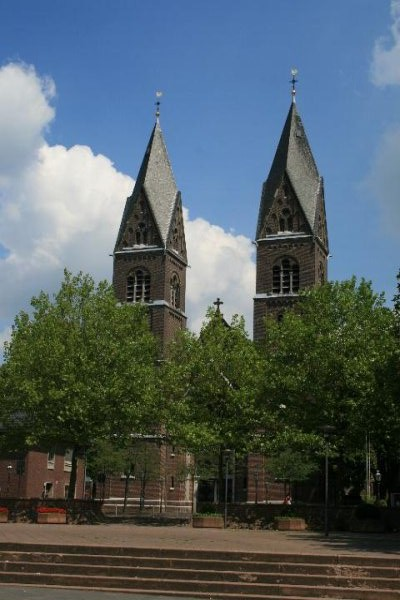
St. Lambertus Breyell

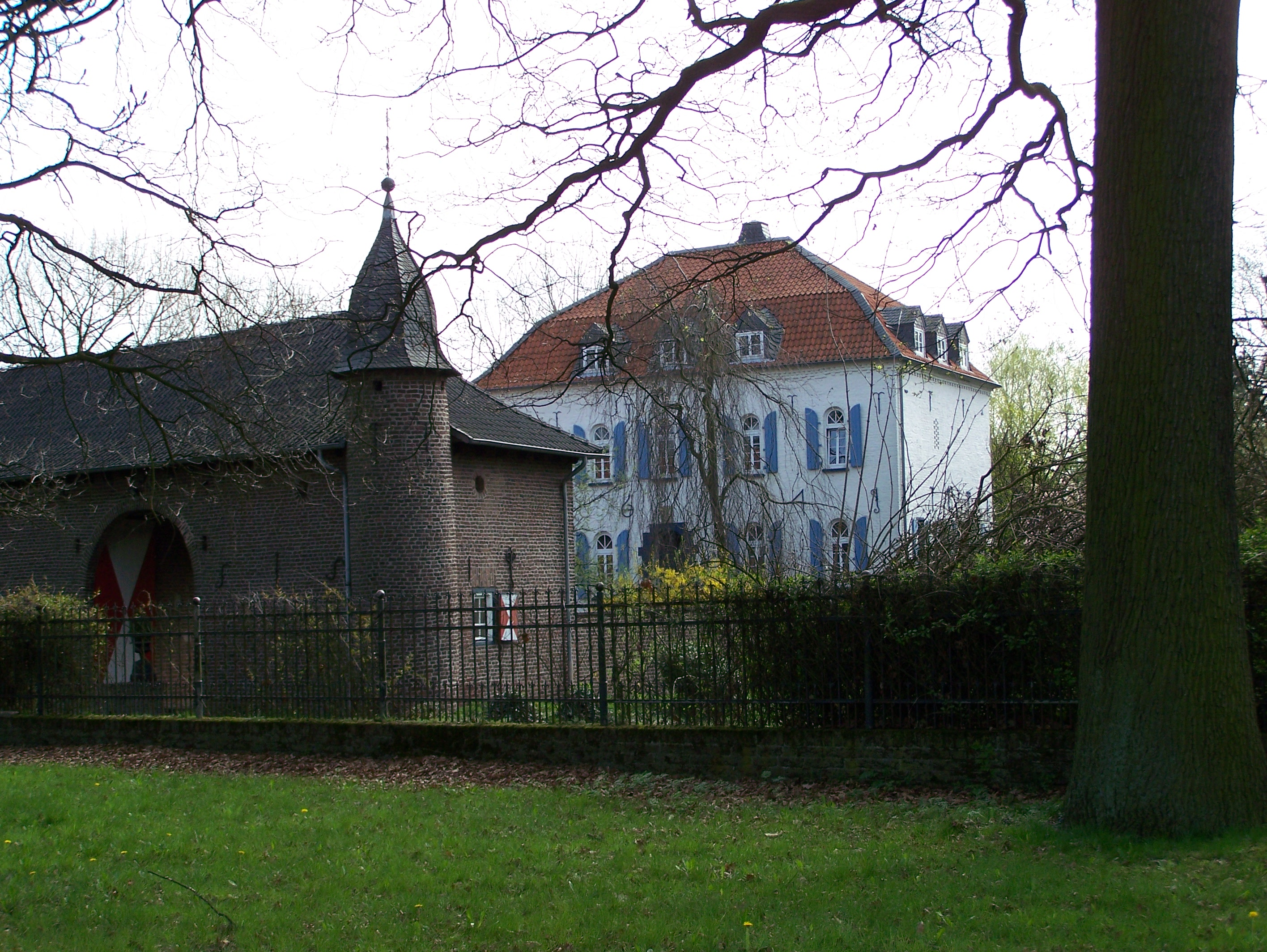
Weyer Kastell

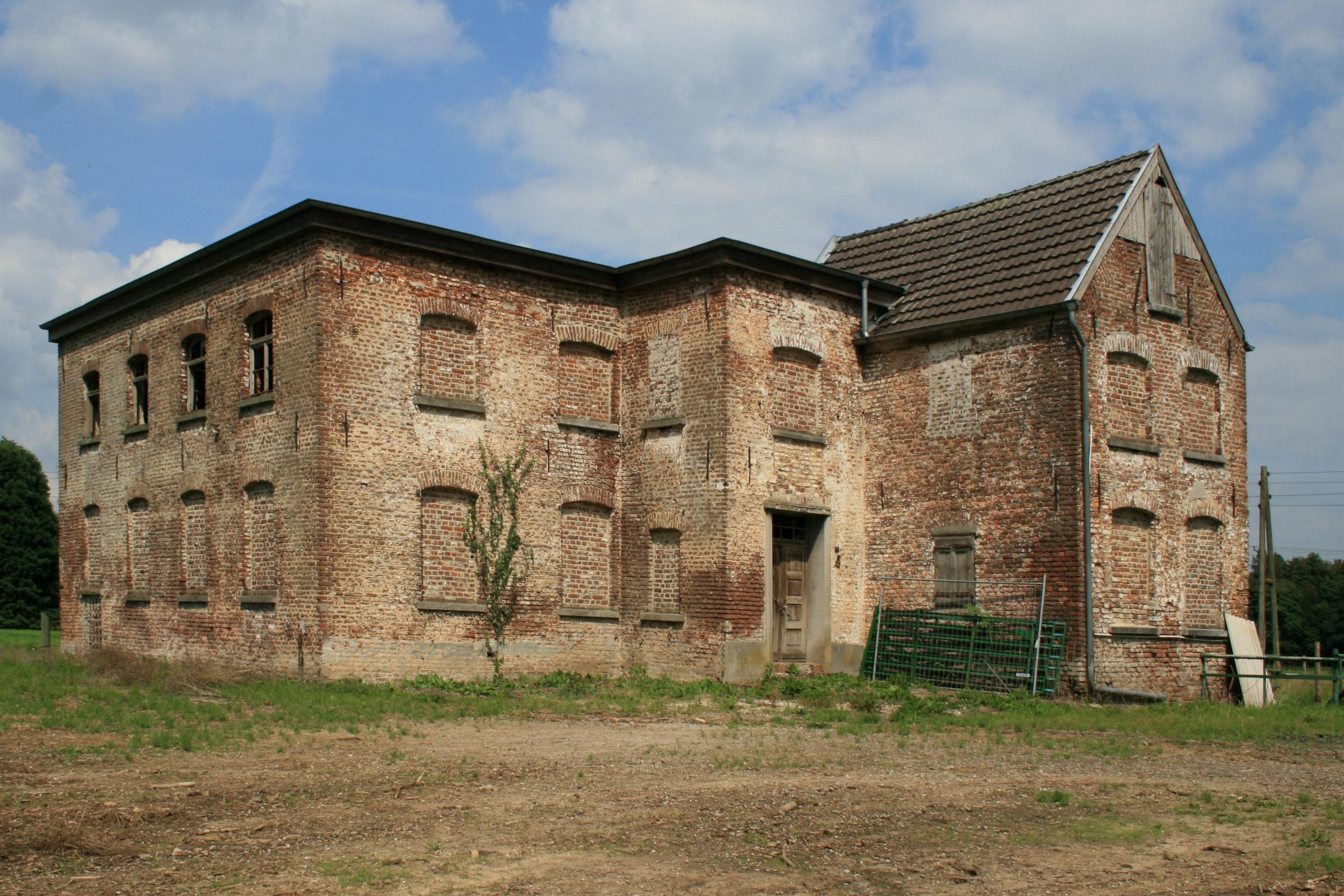
Haus Baerlo

- Lambertiturm aus dem 14. Jahrhundert. Der Kirchturm (Alter Lambert) der ehemaligen Breyeller Pfarrkirche wurde in den Jahren 1999–2001 saniert und gilt als Wahrzeichen und städtebaulicher Mittelpunkt Breyells. Das Kirchenschiff wurde im Jahr 1907 abgerissen.
- Zweitürmige katholische Pfarrkirche St. Lambertus aus dem Jahr 1905 im neoromanischen Baustil.
- Altes Rathaus aus dem Jahr 1810. Das zweigeschossige, klassizistische Backsteingebäude gehörte ursprünglich den Großkaufmannsfamilien Derks, dann Moubis, Goossens und Riesen. Eine Inschrift weist es historisch unzutreffend als Geburtshaus des Komponisten Peter Johann Peters aus.[18] Es wurde im Jahr 1989 erweitert und wird heute als Stadtbücherei genutzt.
- Diverse Bürgerhäuser am zentralen Lambertimarkt
- Repräsentative Gründerzeitvillen in der Josefstraße
- Weyer Kastell (fälschlich manchmal auch Weiher Kastell) aus dem 14. Jahrhundert
- Haus Baerlo. Auf einer Lichtung zwischen Breyell und Leuth wurde vor mehr als 300 Jahren eine von Wassergräben und Wällen umgebene Burg errichtet. Sie gehörte der Familie von Baerlo, die den Beinamen von Krickenbeck führte. Ein Nachfahre verkaufte Haus Baerlo, das seitdem mehrfach den Besitzer wechselte und heute dem Verfall überlassen ist.
- Feuerwehrmuseum

Über die Grenzen Breyells hinweg bekannt ist der alljährliche Christkindl-Markt am ersten Adventwochenende.

### Brauchtum
- Karneval, vor allem auf dem Gelände der ehemaligen Rötzelwerke in Breyell bei den Wölesen, aber auch bei Kreuels am Markt bei der Molveren Dei und den Unverwüstlichen Onnert
- Schützenfest der St. Lambertus Bruderschaft Breyell-Dorf/-Metgesheide bzw. St. Maria Himmelfahrt Bruderschaft Breyell-Natt
- Fronleichnamsprozession
- St. Martinsfest mit Umzug und Feuerwerk

#### Jugendverbände
Deutsche Pfadfinderschaft Sankt Georg
DPSG Stamm Sankt Lambertus Breyell (seit 1948)

#### Sonstige Verbände
Altpfadfinder Breyell
- Zusammenschluss zur Förderung der Jugendarbeit des DPSG Stamm Sankt Lambertus Breyell

## Infrastruktur und Wirtschaft

### Verkehr

#### Auto
Breyell liegt an der Autobahn A 61 und besitzt die ortsnahe, nur aus Richtung Venlo / Kaldenkirchen befahrbare Ausfahrt Breyell (Anschlussstelle 4). Außerdem ist Breyell über die Auf- / Ausfahrt Nettetal (Anschlussstelle 5) angebunden. Die ehemalige Bundesstraße B 7 ist jetzt die Landesstraße L 29.

#### Bahnhof Breyell

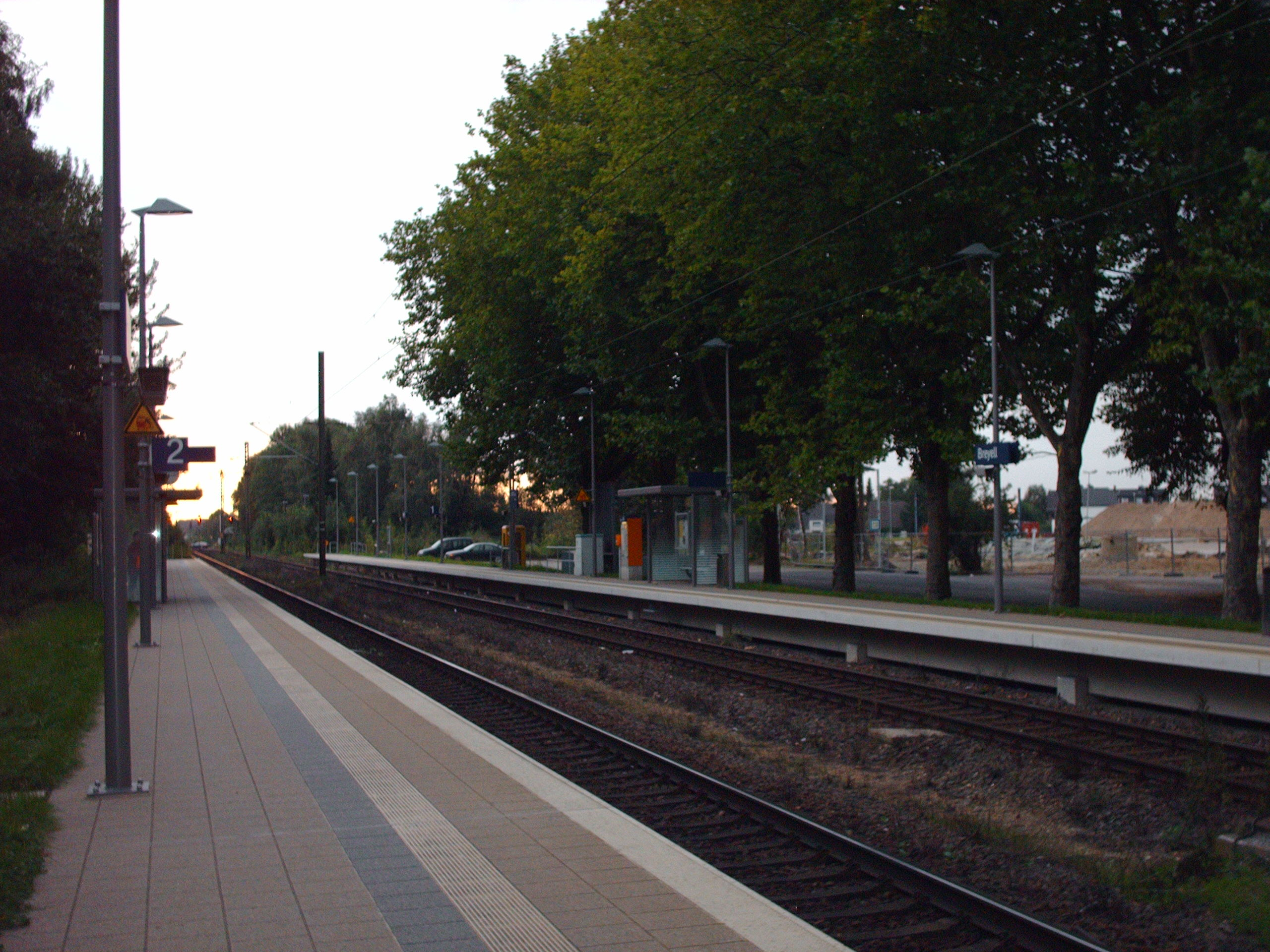
Bahnhof Breyell

Der Bahnhof Breyell oder auch Nettetal-Breyell ist ein Bahnhof mit Personen- und Güterverkehr Richtung Venlo und Mönchengladbach an der weitgehend eingleisigen Bahnstrecke Viersen–Venlo, die im Bahnhofsbereich über ein langes Kreuzungsgleis verfügt. Der Bahnhof wird stündlich vom Regional-Express der Linie RE 13 (Maas-Wupper-Express) bedient.
| Linie | Verlauf | Takt   |
| ----- | --- | ------ |
| RE 13 | Maas-Wupper-Express: Venlo – Kaldenkirchen – Breyell – Boisheim – Dülken – Viersen – Mönchengladbach Hbf – Neuss Hbf – Düsseldorf-Bilk – Düsseldorf Hbf – Wuppertal-Vohwinkel – Wuppertal Hbf – Wuppertal-Barmen – Wuppertal-Oberbarmen – Schwelm – Ennepetal (Gevelsberg) – Hagen Hbf – Schwerte (Ruhr) – Holzwickede – Unna – Bönen – Hamm (Westf) Hbf Stand: Fahrplanwechsel Dezember 2023 | 60 min |

Das Streckenteilstück von Mönchengladbach zum Bahnhof Kaldenkirchen ging am 29. Januar 1866 in Betrieb. Das Empfangsgebäude aus der zweiten Hälfte des 19. Jahrhunderts wurde im August 1987 abgerissen, nachdem die eigenständige Bundesbahndienststelle Breyell 1977 aufgelöst wurde und das Gebäude anschließend zunehmend verwahrloste. Heute nehmen Wartehäuschen, Fahrkartenautomaten und Parkplätze die Stelle ein.
Der Bahnhof Breyell kann nicht direkt, sondern nur mit großen Umwegen im ÖPNV verknüpft werden und ist nördlich nur von Brachland umgeben, wobei sich in der Nähe eine Einzelhandelsfiliale befindet. Ein neues Stadtquartier um den Bahnhof herum ist seit 2003 in Planung und beinhaltet den Bau eines großzügigen P+R-Parkplatzes sowie guten Fußgängerzugängen.

#### Busverkehr im ÖPNV
Neben der Bahnlinie werden im öffentlichen Personennahverkehr (ÖPNV) die Omnibuslinien 064 (Bracht–St. Tönis) und 093 (Kaldenkirchen–Kempen) betrieben.
Beide Buslinien und die Bahnlinie sind zu einheitlichen Preisen innerhalb des Verkehrsverbunds Rhein-Ruhr (VRR) zu benutzen.

### Öffentliche Einrichtungen
- Katholischer Kindergarten St. Lambertus
- Kindergarten Lummerland
- Kindergarten Zwergenland
- Gemeinschaftsgrundschule
- Lambertus-Schule, Städt. Kath. Grundschule
- Städtische Gesamtschule
- Stadtbibliothek am Lambertimarkt
- Bürgerservice der Stadt Nettetal im alten Verwaltungsgebäude am Lambertimarkt

### Einzelhandel
Sämtliche Geschäfte zur Deckung des täglichen Bedarfs sind in Breyell vorhanden.

### Landwirtschaft
Landwirtschaft und auch Viehhaltung ist in Breyell bis in die heutigen Tage verbreitet.

### Gewerbe und Industrie
In Breyell gibt es unter anderem Speditionsunternehmen, eine seit 1899 bestehende Gerberei, eine Schuhfertigung und metallbearbeitendes Gewerbe. Ein für Breyell bis vor einigen Jahren bedeutendes Stahlwalzwerk (Christian Rötzel AG, 1933–2002) existiert nicht mehr. 2019 und 2020 ließ das Paniermehlunternehmen Brata eine große Produktionsstätte bauen.
Seit Beginn der 1970er Jahre entstand das Gewerbegebiet Speckerfeld. Druckereien, Speditionen, stahlverarbeitende Betriebe, Autohäuser und viele weitere Industrie- und Geschäftszweige haben sich dort niedergelassen. Es liegt nahe der Autobahn 61.

## Entwicklungsschwerpunkte
Entwicklungsschwerpunkte gemäß Flächennutzungsplan der Stadt Nettetal:
Breyell kommt als Stadtteil von Nettetal hauptsächlich die Funktion der Wohnentwicklung zu.
- Entwicklung von neuen Wohngebieten
- Sicherung der vorhandenen Gewerbeflächen im Osten, nur eingeschränkte Entwicklung möglich durch die Lage im Wasserschutzgebiet
- Klare Definition der Nutzungen und Aufgaben der zentralen Flächen (ehemaliges Stahlwalzwerk) zwischen Zentrum und neuem Haltepunkt

## Persönlichkeiten
- Arnold von Waldois (um 1593–1661), ab 1638 Fürstabt von Corvey
- Peter Johann Peters (1820–1870), Komponist des Rheinliedes Strömt herbei, ihr Völkerscharen und des Westfalenliedes Ihr mögt den Rhein, den stolzen, preisen
- Karl Cornely (1830–1908), Jesuit und Bibelwissenschaftler
- Paul Therstappen (1872–1949), Bibliothekar, Kulturhistoriker, Erzähler und Lyriker
- Jakob Overmans (1874–1945), katholischer Publizist und Hochschullehrer
- Wilhelm Bötzkes (1883–1958), Bankier
- Alfred Wendehorst (1927–2014), Historiker
- Heinz Lenssen (* 1944), Fußballspieler im Jugendverein
- Christian Rötzel (* 1945), Miteigentümer an der Stahl- und Walzwerke Christian-Rötzel AG und Angeklagter im Strafrechtsklassiker Rötzel-Fall[26][27]
- Arnold Küsters (* 1954), Schriftsteller
- Ursula Stinkes (* 1959), Professorin für Geistigbehindertenpädagogik
- Barbara Völzmann-Stickelbrock (* 1965), Rechtswissenschaftlerin
- Wolfram Klein (* 1968), Fußballspieler
- Stefan Heythausen (* 1981), Eisschnellläufer
- Tuğrul Erat (* 1992), Fußballspieler